# 篠月美弥
篠月美弥（しのつき みや、10月18日 - ）は、日本の小説家。福岡県出身。
デビュー作『契火の末裔』は、2007年、第3回中央公論新社C★NOVELS大賞特別賞を受賞したがその後の執筆活躍は絶えており最初で最後の1作であった。同回の受賞者には大賞はなく特別賞が優秀賞であり、もう1名の受賞者とともに賞が授与された。作品が刊行されたのは2007年7月だった。

## 作品リスト
- 契火の末裔